# Crassula flava
Crassula flava är en fetbladsväxtart som beskrevs av Carl von Linné. Crassula flava ingår i släktet krassulor, och familjen fetbladsväxter. Inga underarter finns listade i Catalogue of Life.